# Madelon Hooykaas

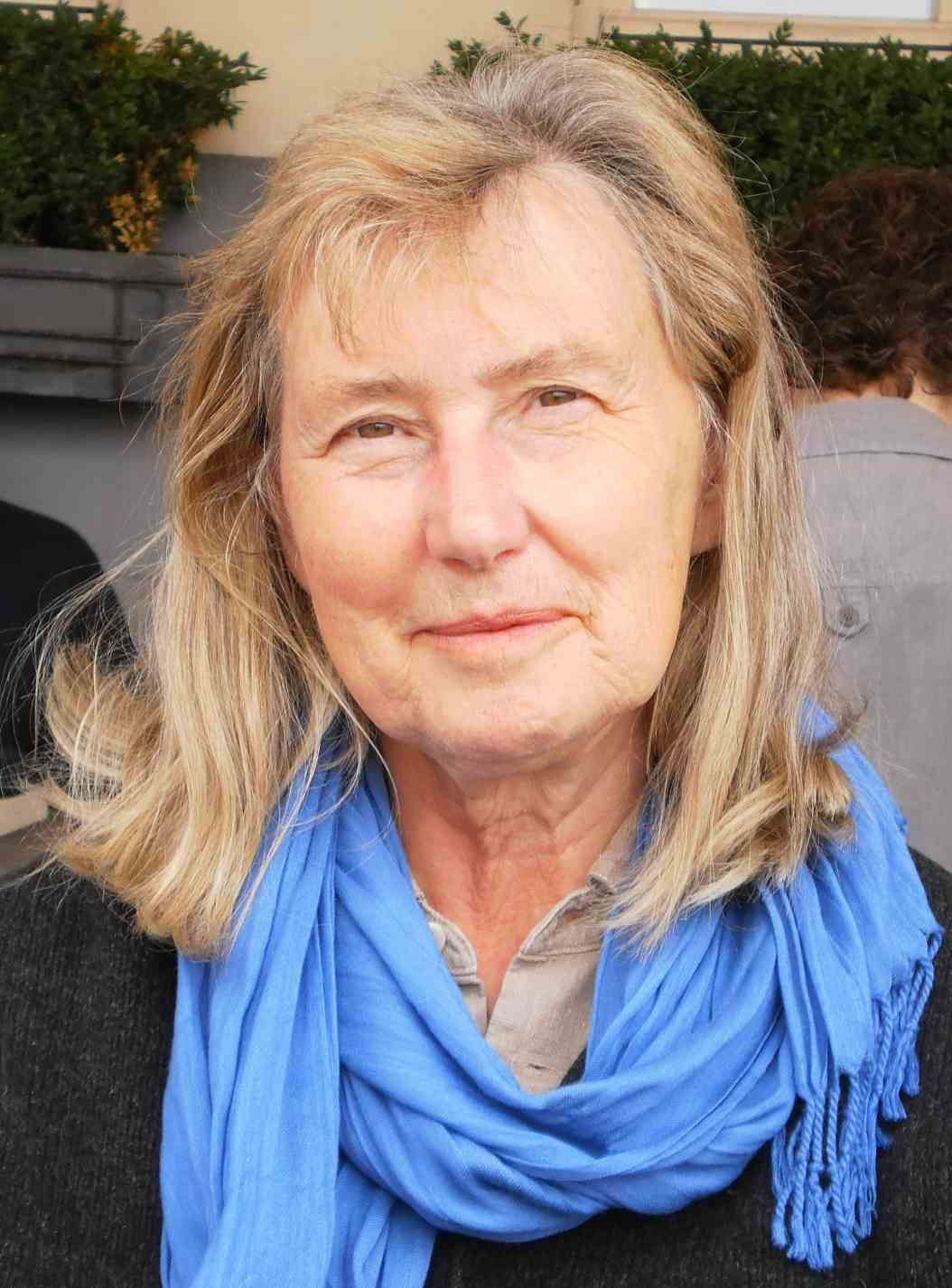
Madelon Hooykaas (2011)

Madelon Hooykaas (* 28. September 1942 in Maartensdijk, Provinz Utrecht) ist eine niederländische Pionierin der Videokunst, Installationskünstlerin und Autorin.

## Leben und Werk
Else Madelon Hooykaas wuchs in Rotterdam auf und lebt in Amsterdam. 1966 nahm sie ein Studium für Foto und Film an der Ealing School of Art, Design and Media in London auf. Hooykaas ging 1968 mit einem Stipendium nach New York City und arbeitete als Assistentin von Philippe Halsman und Bert Stern und nahm an workshops von Garry Winogrand und Joel Meyerowitz teil. Hooykaas experimentierte mit serieller Fotografie und Polaroid. Auf einer Reise nach Kalifornien lernte sie Alan Watts kennen und begann sich mit dem Zen-Buddhismus auseinanderzusetzen. Zurückgekehrt nach Amsterdam begann Madelon Hooykaas Beiträge für die Zeitschrift „Foto“ zu verfassen. Sie reiste 1970 nach Japan und bekam als erste weibliche Fotografin die Erlaubnis in einem japanischen Zen-Kloster zu fotografieren. Das Buch „Zazen“ erschien 1971 mit Texten von Bert Schierbeek.
Seit 1972 arbeitete sie zusammen mit der schottischen Videokünstlerin Elsa Stansfield (1945–2004). Das Duo nannte sich zunächst „White Bird“ und dann „Stansfield/Hooykaas“. Der erste gemeinsame Film ist „Een van die dagen/One of Those Days“ (1973).
Stansfield/Hooykaas experimentierten stets mit der neuesten Technik und den neuesten Entwicklungen auf dem audiovisuellen Feld. Das Werk spielt mit Raum und Zeit: Gezeiten, Jahreszeiten, natürlichen physikalischen Elementen, Radiowellen und Magnetfeldern. Sie verwenden Video und Fotografie in Kombination mit anderen Materialien wie Stein, Aluminium, Glass, Phosphor und Wasser.
Seit 2004 arbeitet Hooykaas unter ihrem und dem Namen Stansfield/Hooykaas. 2010 brachte sie ein zweites Buch über ihren Aufenthalt in einem Zen-Kloster mit dem Titel „Zazen nu/Zazen now“ heraus.

## Ausstellungen (Auswahl)
- 1987 documenta 8, Kassel[5]
- 1982 Biennale of Sydney, Sydney
- 1981 Two sides of a story Stansfield/Hooykaas Stedelijk Museum, Amsterdam